# Emilio Soto Herrera
Emilio Soto Herrera (San Fernando, 12 de desembre de 1923 - San Fernando, 17 de novembre de 1977) fou un futbolista espanyol de les dècades de 1940 i 1950.

## Trajectòria
L'any 1944 ingressà al Cadis CF, provinent de l'Hèrcules de Cadis. Amb el club gadità jugà quatre temporades a gran nivell, que el portaren l'any 1948 a fitxar pel Reial Madrid. Dues temporades més tard fitxà pel Reial Club Deportiu Espanyol,amb qui jugà dues temporades (1950-52), en què disputà 27 partits, preferentment com a defensa lateral esquerre. Entre 1952 i 1955 defensà els colors del CD Málaga, on va viure un ascens a Primera i dos descensos a Segona Divisió. Finalitzà la seva trajectòria l'any 1956, novament al Cadis CF.